# Незабітовські
Незабітовські — шляхетський рід гербу Любич. Походив з Люблінського воєводства.

## Представники
- Якуб — військовик, учасник виправ на татар, московитів, молдаван
- Саломон — згаданий у 1614 році
- Алєксандер Людвік Нєзабітовський — військовик, урядник Речі Посполитої

- Констанція — дружина Жабокліцкого (ім'я невідоме)[1]
- Ядвіґа, Тереза — монахині-бенедиктинки у Львові
- Францішка — монахиня в монастирі св. Домініка у Львові